# HD 213240
HD 213240 és una estrella groga de la seqüència principal situada a aproximadament 133 anys llum (41 parsecs) en la constel·lació de la Grua. Les seves magnituds són m=6,80 i M=3,75. És una estrella de metal·licitat elevada i més evolucionada que el Sol. El 2005 s'hi va detectar una nana vermella amb una separació projectada de 3898 ua.

## Sistema planetari
| Company (en ordre des de l'estrella) | Massa    | Semieix major (ua) | Període orbital (days) | Excentricitat |
| ------------------------------------ | -------- | ------------------ | ---------------------- | ------------- |
| b                                    | >4.72 MJ | 1.92               | 882.7 ± 7.6            | 0.421 ± 0.015 |